# Diócesis de Mocoa-Sibundoy
La diócesis de Mocoa-Sibundoy (en latín: Dioecesis Mocoënsis-Sibundoyensis) es una circunscripción eclesiástica de la Iglesia católica en Colombia. Se trata de una diócesis latina, sufragánea de la arquidiócesis de Florencia. Hasta el 10 de abril de 2025 su obispo fue Luis Albeiro Maldonado Monsalve nombrado obispo de Santa Rosa de Osos.

## Territorio y organización

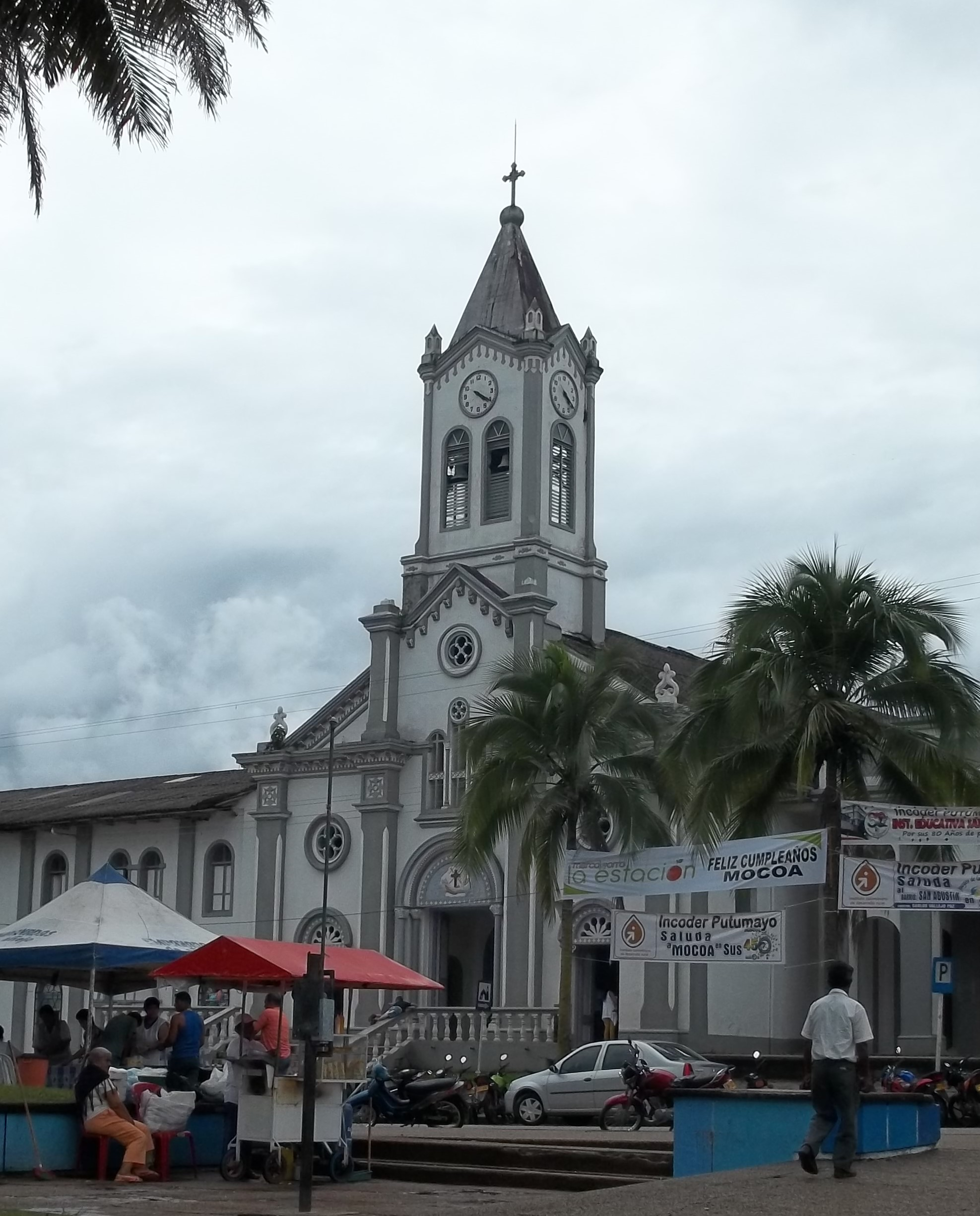
Concatedral de San Miguel Arcángel, en Mocoa

La diócesis tiene 24 885 km² y extiende su jurisdicción sobre los fieles católicos de rito latino residentes en 15 municipios de 3 departamentos:
- departamento de Putumayo: Colón, La Hormiga, Mocoa, Orito, Puerto Asís, Puerto Caicedo, Puerto Guzmán, San Francisco, San Miguel, Santiago, Sibundoy y Villagarzón;
- departamento de Cauca: Piamonte y el corregimiento de San Juan de Villalobos en el municipio de Santa Rosa;
- departamento de Nariño: el corregimiento de El Empalme en el municipio de Ipiales.[1][2]

Limita con la diócesis de Garzón al norte, la arquidiócesis de Popayán al noroeste, la arquidiócesis de Florencia al este, el vicariato apostólico de Puerto Leguízamo-Solano al sureste, la diócesis de Ipiales al suroeste, la diócesis de Pasto al oeste y el vicariato apostólico de San Miguel de Sucumbíos de la República del Ecuador al sur.
La sede de la diócesis se encuentra en la ciudad de Sibundoy, en donde se halla la Catedral de San Alfonso María de Ligorio. En Mocoa se halla la Concatedral de San Miguel Arcángel.
En 2021 en la diócesis existían 39 parroquias agrupadas en 5 vicarías: Guadalupe, Perpetuo Socorro, San Mateo, Doce Apósteles y Santísima Trinidad.
| Vicaría              | Parroquias                                      | Ubicación                                        |
| 1 Guadalupe          | 1 Catedral de San Miguel Arcángel               | Mocoa                                            |
| 1 Guadalupe          | 2 Inmaculada Concepción                         | Mocoa                                            |
| 1 Guadalupe          | 3 Jesús Eucaristía                              | Mocoa                                            |
| 1 Guadalupe          | 4 Divino Niño Jesús                             | Corregimiento El Pepino - Mocoa                  |
| 1 Guadalupe          | 5 Nuestra Señora de Valvanera                   | Corregimiento San Juan de Villalobos, Santa Rosa |
| 1 Guadalupe          | 6 Nuestra Señora del Rosario de Fátima          | Villagarzón                                      |
| 1 Guadalupe          | 7 Santa Lucía                                   | Corregimiento Puerto Limón, Mocoa                |
| 1 Guadalupe          | 8 Nuestra Señora de Las Lajas                   | Corregimiento Puerto Umbría, Villagarzón         |
| 1 Guadalupe          | 9 Centro Misional Yunguillo                     | Corregimiento Yunguillo, Mocoa                   |
| 1 Guadalupe          | 10 Centro Misional Madre Caridad                | Corregimiento La Castellana, Villagarzón         |
|                      |                                                 |                                                  |
| 2 Perpetuo Socorro   | 1 Iglesia Catedral San Alfonso María de Ligorio | Sibundoy                                         |
| 2 Perpetuo Socorro   | 2 San Antonio de Padua                          | Colón                                            |
| 2 Perpetuo Socorro   | 3 Santiago Apóstol                              | Santiago                                         |
| 2 Perpetuo Socorro   | 4 San Francisco de Asís                         | San Francisco                                    |
| 2 Perpetuo Socorro   | 5 Nuestra Señora del Rosario de Las Lajas       | Sibundoy                                         |
| 2 Perpetuo Socorro   | 6 San Andrés                                    | Corregimiento San Andrés, Santiago               |
| 2 Perpetuo Socorro   | 7 San Pedro                                     | Corregimiento San Pedro, Colón                   |
|                      |                                                 |                                                  |
| 3 San Mateo          | 1 Nuestra Señora del Carmen                     | Puerto Caicedo                                   |
| 3 San Mateo          | 2 María Auxiliadora                             | Corregimiento El Cedral, Puerto Caicedo          |
| 3 San Mateo          | 3 Cristo Rey                                    | Corregimiento Santa Ana, Puerto Asís             |
| 3 San Mateo          | 4 Nuestra Señora de Guadalupe                   | Puerto Asís                                      |
| 3 San Mateo          | 5 Señor de Los Milagros                         | Puerto Asís                                      |
| 3 San Mateo          | 6 Nuestra Señora del Monte Carmelo              | Corregimiento La Carmelita, Puerto Asís          |
| 3 San Mateo          | 7 San Francisco de Asís                         | Puerto Asís                                      |
| 3 San Mateo          | 8 Divino Niño                                   | Puerto Asís                                      |
| 3 San Mateo          | 9 Nuestra Señora de La Paz                      | Corregimiento Piñuña Blanco, Puerto Asís         |
|                      |                                                 |                                                  |
| 4 Doce Apóstoles     | 1 Santísima Trinidad                            | Orito                                            |
| 4 Doce Apóstoles     | 2 San Martín de Porres                          | Orito                                            |
| 4 Doce Apóstoles     | 3 Virgen de La Merced                           | Corregimiento Siberia, Orito                     |
| 4 Doce Apóstoles     | 4 Divina Misericordia                           | Corregimiento El Empalme, Ipiales                |
| 4 Doce Apóstoles     | 5 Espíritu Santo                                | Corregimiento El Placer, Valle del Guamuez       |
| 4 Doce Apóstoles     | 6 Cristo Redentor                               | Corregimiento El Tigre, Valle del Guamuez        |
| 4 Doce Apóstoles     | 7 Nuestra Señora del Perpetuo Socorro           | La Hormiga, Valle del Guamuez                    |
| 4 Doce Apóstoles     | 8 Sagrado Corazón de Jesús                      | La Hormiga, Valle del Guamuez                    |
| 4 Doce Apóstoles     | 9 San José Esposo de la Virgen                  | La Dorada, San Miguel                            |
| 4 Doce Apóstoles     | 10 San Miguel Arcángel                          | Corregimiento Puerto Colón, San Miguel           |
| 4 Doce Apóstoles     | 11 Centro Misional San Juan Bautista            | Corregimiento Jordán Guisía, Valle del Guamuez   |
|                      |                                                 |                                                  |
| 5 Santísima Trinidad | 1 Inmaculada Concepción                         | Puerto Guzmán                                    |
| 5 Santísima Trinidad | 2 Inmaculada Concepción de María Santísima      | Piamonte                                         |
| 5 Santísima Trinidad | 3 Santa María de los Ángeles                    | Corregimiento Mayoyoque, Puerto Guzmán           |
| 5 Santísima Trinidad | 4 Visitación de La Virgen                       | Corregimiento Gallinazo, Puerto Guzmán           |
| 5 Santísima Trinidad | 5 Sagrada Familia                               | Corregimiento José María, Puerto Guzmán          |
| 5 Santísima Trinidad | 6 Madre del Buen Pastor                         | Corregimiento Miraflor, Piamonte                 |
| 5 Santísima Trinidad | 7 Centro Misional Santa Lucía                   | Puerto Guzmán                                    |
| 5 Santísima Trinidad | 8 Centro Misional Juan Pablo II                 | Corregimiento El Cedro, Puerto Guzmán            |
| 5 Santísima Trinidad | 9 Centro Misional El Jauno                      | Corregimiento El Jauno, Puerto Guzmán            |

## Historia
La prefectura apostólica del Caquetá fue erigida el 20 de diciembre de 1904 mediante el decreto Cum perplures de la Congregación de Propaganda Fide, obteniendo el territorio de la diócesis de Pasto. La nueva prefectura comprendía un inmenso territorio formado por los territorios de los actuales departamentos de Caquetá, Putumayo y Amazonas.
El 31 de mayo de 1930 la prefectura apostólica fue elevada al rango de vicariato apostólico con el breve Decessores Nostros del papa Pío XI. El vicario apostólico no tenía sede fija, residiendo no sólo en Sibundoy, sino también en Mocoa, Florencia y Leticia.
El 8 de febrero de 1951, mediante la bula Quo efficacius del papa Pío XII, el vicariato apostólico del Caquetá cedió porciones de su territorio para la erección del vicariato apostólico de Florencia (hoy arquidiócesis) y la prefectura apostólica de Leticia (hoy vicariato apostólico de Leticia) y al mismo tiempo cambió su nombre por el de vicariato apostólico de Sibundoy.
Mediante la bula Cunctis in orbe el 23 de septiembre de 1964 cedió una porción de su territorio para la erección de la diócesis de Ipiales y una porción menor para la diócesis de Pasto.
En 1968 los capuchinos, que habían iniciado la misión del Caquetá, dieron paso a los misioneros redentoristas.
El 29 de octubre de 1999, como consecuencia de la bula Catholica fides del papa Juan Pablo II, el vicariato apostólico fue elevado a diócesis y asumió su nombre actual, con la elevación simultánea de la iglesia de San Miguel Arcángel de Mocoa al rango de concatedral de la diócesis.
El 13 de julio de 2019 la diócesis, hasta entonces sufragánea de la arquidiócesis de Popayán, pasó a formar parte de la provincia eclesiástica de Florencia.

## Estadísticas
Según el Anuario Pontificio 2022 la diócesis tenía a fines de 2021 un total de 291 123 fieles bautizados.
| Año                                                                             | Población            | Población | Población      | Sacerdotes | Sacerdotes    | Sacerdotes    | Bautizados por sacerdote | Diáconos permanentes | Religiosos | Religiosos | Parroquias |
| Año                                                                             | Bautizados católicos | Total     | % de católicos | Total      | Clero secular | Clero regular | Bautizados por sacerdote | Diáconos permanentes | Varones    | Mujeres    | Parroquias |
| ------------------------------------------------------------------------------- | -------------------- | --------- | -------------- | ---------- | ------------- | ------------- | ------------------------ | -------------------- | ---------- | ---------- | ---------- |
| 1966                                                                            | 54 700               | 55 000    | 99.5           | 16         | 2             | 14            | 3418                     |                      | 7          | 60         | 10         |
| 1970                                                                            | 72 015               | 72 015    | 100.0          | 20         | 2             | 18            | 3600                     |                      | 18         | 47         |            |
| 1976                                                                            | 84 005               | 87 355    | 96.2           | 19         |               | 19            | 4421                     |                      | 32         | 69         | 11         |
| 1980                                                                            | 121 000              | 124 000   | 97.6           | 20         | 4             | 16            | 6050                     |                      | 27         | 77         | 11         |
| 1990                                                                            | 124 000              | 127 000   | 97.6           | 19         | 4             | 15            | 6526                     | 1                    | 24         | 92         | 14         |
| 1999                                                                            | 171 500              | 182 500   | 94.0           | 33         | 24            | 9             | 5196                     | 1                    | 19         | 82         | 19         |
| 2000                                                                            | 175 000              | 185 800   | 94.2           | 30         | 21            | 9             | 5833                     | 1                    | 18         | 86         | 22         |
| 2001                                                                            | 175 000              | 185 800   | 94.2           | 38         | 29            | 9             | 4605                     |                      | 17         | 86         | 22         |
| 2002                                                                            | 172 000              | 180 000   | 95.6           | 37         | 31            | 6             | 4648                     |                      | 17         | 89         | 22         |
| 2003                                                                            | 234 000              | 264 359   | 88.5           | 37         | 34            | 3             | 6324                     |                      | 12         | 87         | 23         |
| 2004                                                                            | 255 000              | 290 200   | 87.9           | 29         | 25            | 4             | 8793                     |                      | 13         | 87         | 23         |
| 2013                                                                            | 295 600              | 335 000   | 88.2           | 71         | 67            | 4             | 4163                     | 4                    | 21         | 77         | 37         |
| 2016                                                                            | 357 000              | 397 000   | 89.9           | 74         | 70            | 4             | 4824                     | 6                    | 10         | 44         | 40         |
| 2019                                                                            | 287 000              | 369 332   | 77.7           | 67         | 62            | 5             | 4283                     | 6                    | 6          | 40         | 40         |
| 2020                                                                            | 283 835              | 373 300   | 76.0           | 67         | 62            | 5             | 4236                     | 6                    | 7          | 40         | 39         |
| 2021                                                                            | 291 123              | 371 327   | 78.4           | 68         | 63            | 5             | 4281                     | 6                    | 7          | 40         | 39         |
| Fuente: Catholic-Hierarchy, que a su vez toma los datos del Anuario Pontificio. |                      |           |                |            |               |               |                          |                      |            |            |            |

## Episcopologio

### Prefecto apostólico de Caquetá
- P. Fedele da Montclar, O.F.M.Cap. † (1905-1930 falleció)

### Vicarios apostólicos de Caquetá/Sibundoy
- Miguel Monconill y Viladot, O.F.M.Cap. † (30 de junio de 1930-26 de febrero de 1946 falleció)
- Camilo Plácido Crous y Salichs, O.F.M.Cap. † (10 de abril de 1947-16 de enero de 1971 retirado)
- Ramón Mantilla Duarte, C.SS.R. † (16 de enero de 1971-26 de abril de 1977 nombrado obispo de Garzón)
- Rafael Arcadio Bernal Supelano, C.SS.R. † (27 de febrero de 1978-29 de marzo de 1990 nombrado obispo de Arauca)
- Fabio de Jesús Morales Grisales, C.SS.R. (15 de abril de 1991-29 de octubre de 1999 nombrado obispo diocesano)

### Obispos de Mocoa-Sibundoy
- Fabio de Jesús Morales Grisales, C.SS.R. (29 de octubre de 1999-18 de octubre de 2003 retirado)
- Luis Alberto Parra Mora † (18 de octubre de 2003-1 de diciembre de 2014 retirado)[nota 1]
- Luis Albeiro Maldonado Monsalve (15 de octubre de 2015 - 10 de abril de 2025 nombrado obispo de Santa Rosa de Osos)